# 世界樹の影の都
『世界樹の影の都』（せかいじゅのかげのみやこ、The Broken Kingdoms)はアメリカ合衆国の作家N・K・ジェミシンによるファンタジー小説で、The Inheritance Trilogyの2冊目にあたる。
物語は『空の都の神々は』での出来事の10年後を舞台としており、世界樹に覆われた、子神が住まうシャドーの市街に暮らすオリー・ショースと言う若い女性を中心にしている。

## あらすじ
『空の都の神々は』から10年後、巨大な世界樹が成長してから非公式に「シャドー」と呼ばれるようになったスカイの街に住む若きストリートアーティスト、オリー・ショースの物語が始まる。オリーは盲目だが、魔法を見ることができる。彼女はこの能力を父親から引き継いだが、イテンパス教徒から異端と見なされる危険があるので能力を隠すように教えられてきた。オリーは、自身の常ならぬ能力と、普通の能力の欠如にもかかわらず、可能な限り普通に暮らそうとしてきた。
シャドーは数多くの子神（不死で、神々の子供の半神）が定命の市民の間に隠れ住む街で、オリーは意識不明らしいが彼女の魔法の視覚には輝いて見える虐げられたものを、彼女の家の裏のゴミだらけの通りで見つけてもあまり驚きはしない。オリーは、後に思い付きで「シャイニー」と呼ぶようになった、この口がきけないらしいホームレスの男を引き取り、数か月は何事もなくともに暮らしていた。オリーは男が子神だろうとは疑っていたが、正体は見当もつかなかったもの、『空の都の神々は』の読者は彼が光と秩序の神であるイテンパスだとすぐに気が付くだろう。イテンパスは前作の最後で仲間の神々よって辱められ、人間性を身につけるようにと刑を宣告されていた。
地元の子神の一柱が殺され、オリーがその死体を発見したことにより、真犯人よりもスケープゴートを求める<イテンパス教団>によって容疑者にされてしまう。シャイニーは、腹立ちまぎれに自身の非人間的な力を明らかにし、数人の<教団守>を傷つけ殺したことからオリーの立場がより危うくなる。オリーの元恋人でやはり市街に住む別の子神、マディングはオリーを助けようとする。しかしながら、彼と数柱の他の子神、そしてオリーは、<新しき光教団>と自称するイテンパス教徒の異端者グループによって捕らえられてしまう。裏切り者の純血アラメリのセリムンと、彼女の夫で代書士のダーテに率いられる<新しき光>は、広く知られてはいない前作の出来事に応じて定命者の社会と教義を変えようとして<イテンパス教団>に敵対している。ダーテはオリーに彼女が自分同様に部分的に神であり、その血が神々にとって毒となる魔童（デーモン）であり、子神を殺すのに使ったのが自分の血であることを明らかにする。ずっと以前に、イテンパスに率いられた神々は魔童が体現する脅威を排除すべく、すべてので魔童を狩り立てて殺そうとしたが、少数が逃れていた。
オリーは<新しき光>の行動が人間の領域を脅かす前に打ち負かすために、彼女を殺すか、自分たちの目的に利用しようとする神々とアラメリの中に同盟者を探すしかなくなる。

## 登場人物
- オリー・ショース（Oree Shoth）
オリーは生活のために小物や美術作品を売っている、シャドーに暮らすストリートアーティスト。生まれたときから盲目で、数世紀前に<夜の君>によって大陸を破壊された民の生き残りであるマローネの一員である。
- イテンパス/「シャイニー」（Itempas/"Shiney"）
人の体に入れられて以来、オリーに引き取られるまでイテンパスは彷徨っていた。定命者に対する軽蔑心のために、当初はオリーと話すことを拒んでいたが、彼の魔法がオリーには輝いて見えることから「シャイニー」と呼ばれるようになる。
- イェイナ（Yeine）
『空の都の神々は』での出来事のあとで、イェイナは<三神>の一員として生と死の女神というエネファの地位を継いだ。エネファが再誕したことを隠すために、イテンパス教団は彼女を「灰色の貴婦人」と呼び、崇拝すべき新しい女神として定着させようとしている。
- ナハド（Nahadoth）
暗闇と変化の神。世界中で<夜の君>として恐れられている。アラメリによる長期間の奴隷生活から自由になったという事実を隠そうとして、イテンパス教団は彼を「影の君」と呼んで、崇拝すべき新しい神として定着させようとしている。
- マディング（Madding）
債務の神、オリーの元恋人。シャドーで大っぴらに暮す子神であり、違法な魔法と、麻薬としての神の血を売っている、不満を抱いている定命者と、仲間の子神からなる組織を運営している。
- リル（Lil）
飢えの女神。シャドーに暮すもう一柱の女神。
- シア（Sieh）
トリックスターで子供時代の神。以前アラメリの奴隷となっていた子神の一柱。現在は自由で、イテンパスをいじめるためだけに定命者の領域を訪れる。
- ダーテ/ナイプリ（Dateh/Nypri）
ダーテは免許を受けた魔法の使い手である代書士で、イテンパス教団を脱退している。セリムンの夫。
- セリムン・アラメリ（Serymn Arameri）
アラメリ一族がイテンパスの教えから踏み外していると信じるようになって一族から離れた純血のアラメリ。

## 評価
本作は Romantic Times のファンタジーに対するレビュワーズチョイス賞を受賞した（2010年）。
Fantasy Book Review のジョシュア・S・ヒルは10点満点中の9点を与え、「この本は、不安と恐れと悲しみ、喜びと喜びに満ちた、非常に個人的で関連性のある物語と、ハイファンタジー文学の真のスタイルで壮大なテーマを織り交ぜることができている」と述べた。